# Могилёв-Подольский хлебозавод
Могилёв-Подольский хлебозавод — предприятие пищевой промышленности в городе Могилёв-Подольский Могилёв-Подольского района Винницкой области Украины.

## История
В соответствии с первым пятилетним планом развития народного хозяйства СССР в городе Могилёв-Подольский были построены две хлебопекарни.
После начала Великой Отечественной войны с 23 июня 1941 года начались воздушные бомбардировки города. 
4 июля советские войска отступили на левый берег Днестра, 7 июля 1941 года начались бои за Могилёв-Подольский. 19 июля 1941 года он был оккупирован немецко-румынскими войсками и включён в состав Румынии. 19 марта 1944 года город был освобождён советскими войсками.
В период немецко-румынской оккупации заводы были разграблены и разрушены, но уже в 1944 году на основе уцелевшего оборудования началось восстановление хлебопекарни и выпечки хлеба. В дальнейшем, в соответствии с четвёртым пятилетним планом восстановления и развития народного хозяйства СССР на базе хлебопекарни был создан городской хлебозавод, который был введён в эксплуатацию в 1948 году. В годы пятой пятилетки (1951 - 1955 гг.) завод значительно увеличил производственные мощности и расширил ассортимент выпускаемой продукции.
В соответствии с восьмым пятилетним планом развития народного хозяйства СССР оборудование завода было обновлено. В 1969 году промышленные предприятия города были подключены к единой энергосистеме СССР.  
В целом, в советское время завод входил в число ведущих предприятий города.
После провозглашения независимости Украины завод перешёл в ведение государственного комитета пищевой промышленности Украины.
В июле 1995 года Кабинет министров Украины утвердил решение о приватизации хлебозавода.
В дальнейшем, завод перешёл в собственность концерна «Хлібпром» (изначально он был подчинён дочернему предприятию концерна «Вінницяхліб», с декабря 2007 года - непосредственно концерну).

## Деятельность
Предприятие производит хлеб и хлебобулочные изделия.